# Rigdzin Namkha Gyatso Rinpoché
Rigdzin Namkha Gyatso Rinpoché, est un lama et tertön tibétain nyingmapa réfugié à Lausanne, en Suisse.

## Biographie
Il est né le 13 décembre 1967sur les hauts plateaux de Dza Chu Kha, dans la province du Kham, au Tibet de Thupten Sherab, son père, et Dawa Sherab, sa mère. Il est issu d'une famille nomade pratiquant le bouddhisme tantrique depuis 18 générations. Dès son plus jeune âge, il a entretenu une profonde connexion avec la voie vajrayāna
Namkha Rinpoché a reçu des enseignements de certains des plus éminents lamas (maîtres spirituels) tibétains du XXe siècle. Il est aujourd'hui détenteur de deux lignées : la Longchen Nyingthik « Essence du cœur de la vaste étendue », et la Dudjom Tersar « Nouveaux trésors de Dudjom ».

## Les premières années
Tout au long de sa jeunesse au Tibet, Namkha Rinpoché reçut un grand nombre d'enseignements et d'initiations de la part de lamas des quatre écoles du bouddhisme tibétain - Nyingma, Kagyu, Sakya et Gelug.
Dès son plus jeune âge, Namkha Rinpoché a dû participer aux pratiques matinales de son père. Il a appris de lui le bouddhisme transmis oralement qui ne se pratique pas dans des monastères prestigieux, mais dans des vallées isolées et des grottes solitaires.
En particulier, il a reçu la lignée Longchen Nyingthik de son propre père, qui se trouvait être séparé de Dza Patrul Rinpoché par un seul maître. Dza Patrul Rinpoché est l'auteur de Words of my Perfect Teacher, et fut l'un des plus éminents détenteurs de la lignée Longchen Nyingthik. Il était un exemple d'humilité et vivait comme un véritable yogi errant. Namkha Rinpoché est né et a grandi à quelques pas de l'ermitage de Patrul Rinpoché.
Au début de son adolescence, Namkha Rinpoché quitte sa province pour se rendre à Lhassa, la capitale du Tibet. Près de là, dans la région de Kongpo, il rencontre ceux qui deviendront ses lamas-racines : Semo Dechen Yudrön (la fille de Dudjom Rinpoché) et son mari Chönyi Rinpoché. Ils l'accueillirent comme le fils spirituel qu'ils attendaient.
Namkha Rinpoché a étudié, s'est formé et a vécu à leurs côtés pendant six ans, en tant que proche assistant. Sous leur direction, il a accompli la retraite traditionnelle de trois ans. Il reçut d'eux l'intégralité de la transmission de la lignée Dudjom Tersar, dont il put pratiquer et réaliser l'essence grâce aux liens extrêmement étroits et à la dévotion qu'il leur vouait.

## Pratiques et retraites solitaires
Plus tard, Namkha Rinpoché a étudié pendant quatre ans au monastère Dzogchen Sher Sang Ha, dans le Kham. Il a ensuite fréquenté l'école bouddhiste Namdhun à Pékin, en Chine, pendant plusieurs années. Cette école a été fondée par le 10e Panchen Lama, dont Rinpoché a reçu de nombreux enseignements.
Namkha Rinpoché décide alors de pratiquer seul. Il quitte Lhassa pour entreprendre un long pèlerinage qui le mènera jusqu'au mont Kailash et à la frontière du Bhoutan, en l'espace de sept ans. En chemin, il s'arrête dans de nombreux sites sacrés bénis par de sublimes maîtres du passé, comme Milarepa. Il accomplit un certain nombre de retraites courtes et longues, y compris deux retraites à Samye - le lieu de prédilection de Guru Rinpoché - l'une de deux ans, l'autre de six mois.
Une fois, Namkha Rinpoché décide de rester en retraite pendant un an sur une île minuscule au milieu du lac de Namtso Chukmo, si immense qu'il faudrait plus d'un mois aux pèlerins pour en faire le tour. Ce lac est le site sacré de Dorje Kundragma, l'un des douze protecteurs locaux du Tibet (Team chu-nyi). Lorsque le vent cesse de souffler et que la surface du lac est calme, on peut clairement voir les marques des mains de Gourou Rinpoché.
En hiver, la surface du lac gèle, ce qui permet d'accéder à l'île à pied. En été, la rive est inaccessible jusqu'à ce que l'eau gèle à nouveau l'hiver suivant. Namkha Rinpoché apporte avec lui juste assez de tsampa (farine d'orge grillée) pour rester en retraite pendant un an, mais décide spontanément de rester un an de plus malgré le peu de nourriture dont il dispose. Après sa retraite, Rinpoché réunit 48 moines et nonnes, ses proches disciples, et ils se prosternent ensemble autour du lac pendant huit mois.

## Reconnaissance commeTulkoude Trak Ngak Lingpa et fuite du Tibet
Le célèbre maître dzogchen Dilgo Khyentse Rinpoché (1910-1991), successeur de Dudjom Rinpoché à la tête de l'écoleNyingma, s'est rendu au Tibet à trois reprises. Lors de sa dernière visite, Namkha Rinpoché a eu la chance de le rencontrer. À cette occasion, Dilgo Khyentsé Rinpoché l'a reconnu comme la douzième réincarnation du terton (révélateur des trésors spirituels cachés par Guru Rinpoché et Yeshe Tsogyal) Rigdzin Trak Ngak Lingpa. Il confirme ainsi officiellement les rumeurs qui circulaient dans plusieurs monastères voisins et lui donne le nom de Rigdzin Namkha Gyatso.
Installé près de Lhassa après son pèlerinage, Namkha Rinpoché enseigne le Dharma à une échelle relativement importante. Ses activités florissantes, combinées à son soutien inconditionnel et public au Dalaï Lama, lui valent d'être persécuté par les autorités chinoises hostiles. Il est jeté en prison à trois reprises, avant d'être contraint de fuir le Tibet en 1998. Namkha Rinpoché passe en Inde puis au Népal, où il rencontrera les étudiants occidentaux qui l'inviteront en Lituanie, puis en Suisse où il réside avec sa famille depuis 2002.  Son arrivée en Occident marque également le début de la communauté de Rigdzin.

## Reconnaissance comme Tulkou de Domang Yeshe Dorje
En 1999, grâce à la bonté de Sa Sainteté le Dalaï Lama, Namkha Rinpoché peut participer au grand Monlam Chenmo à Bodhgaya. Domang Yangthang Rinpoché, l'un des plus hauts lamas de la tradition Nyingma, le lama racine de Drubwang Penor Rinpoché et le propre père de Namkha Rinpoché, qui s'éteint lentement, sont présents. Thubten Sherab avait demandé à son fils d'aller rencontrer Domang Yangthang Rinpoché afin de lui annoncer sa mort, ce qui lui permettrait d'avoir l'esprit tranquille le moment venu.
Domang Yangthang Rinpoché fut ravi de rencontrer Namkha Rinpoché et lui demanda s'il avait déjà été reconnu comme tulkou. Lorsque Namkha Rinpoché raconte l'histoire de sa rencontre avec Dilgo Khyentsé Rinpoché, Yangthang Rinpoché croise les mains en signe de remerciement. Il a aussi immédiatement ajouté que même si ce que ce dernier avait dit était certainement vrai, il avait lui-même fait un rêve extraordinaire la nuit précédente dans lequel il voyait clairement que Namkha Rinpoché était aussi la réincarnation d'un tulkou de sa propre lignée. Il s'agissait du grand lama Domang Yéshé Dorjé, qui était le lama racine de Domang Yangthang Rinpoché et de Penor Rinpoché. Il a conclu en expliquant que tous les bouddhas ne font qu'un dans l'étendue de la sagesse primordiale.
Plus tard, Yangthang Rinpoché informa Penor Rinpoché, devenu chef de l'école Nyingma, de cette nouvelle. Penor Rinpoché confirma la reconnaissance dans une lettre portant sa signature et son cachet.

## Activités en Europe
En 1998, il a fondé, sous la dénomination de « Communauté Rigdzin », une association bouddhiste internationale nyingmapa. Il s'est installé en Suisse depuis 2002. Depuis, il a ouvert des centre d'études bouddhiques dans différents pays d'Europe: Suisse (Lausanne),, aux Pays-Bas (Amsterdam), en Espagne (Saragosse, Bédar, Mojacar et Ténérife), en Italie (Pergola et Ostuni), en Suède (Örebro), en Lituanie (Vilnius), en France (Toulouse).
Avec sa communauté, il a notamment organisé la venue de Sa Sainteté le 14e Dalai Lama  en 2009 à Lausanne et en 2013 à Fribourg ainsi qu'à l'Université de Lausanne. Il a aussi organisé la venue de Sa Sainteté de 17e Karmapa Orgyen Thinle Dorje en 2016, à Genève et Bulach.
Ses centres principaux sont le centre Thegchok Ling à Lausanne et le centre de retraite, Namkha Dzong, dans lequel il conduit des retraites d 'enseignements et de pratiques pendant plusieurs mois chaque année depuis 2012.

## Controverses
En 2018, Rigdzin Namkha Gyatso Rinpoché a été accusé d'abus sexuels, notamment par deux étudiantes, dont une hollandaise, restées anonymes,. À la suite de ces accusations, une enquête judiciaire a été menée par le Ministère public de l'arrondissement de Lausanne, en Suisse. Cette enquête a été classée le 8 décembre 2023 et aucune charge n'a été retenue contre lui.
Avec Sogyal Rinpoché, Sakyong Mipham Rinpoché, Tulku Lobsang et Robert Spatz (un citoyen belge associé à Ogyen Kunzang Chöling) il  est un des cinq enseignants du bouddhisme tibétain qui ont été accusés d’inconduite sexuelle dans une pétition souscrite par un groupe de 12 personnes, dont quatre ont rencontré à leur demande le 14e dalaï-lama en visite aux Pays-Bas en septembre 2018,. Contacté par Radio Free Asia, Tulku Lobsang déclare n'être informé d'aucune affaire d'abus sexuel contre lui ou son groupe, de même un représentant de Namkha rejette les allégations. Lors de la réunion, qui a duré 20 minutes, le dalaï-lama a déclaré aux participants qu'il aborderait la question des abus dans les communautés bouddhistes tibétaines lorsqu'il rencontrera des chefs religieux tibétains en Inde en novembre 2018,, mais à la suite de la mort de Kathok Getse Rinpoché, chef de l'école nyingma du bouddhisme tibétain, cette rencontre a été ensuite annulée et renvoyée sine die,,.